# Michael Cutright
Michael Cutright, né le 10 mai 1967, à Zwolle, en Louisiane, est un ancien joueur américain de basket-ball. Il évolue au poste d'arrière.